# Spektar autističnih poremećaja
Spektar autističnih poremećaja (akronim ASD — autism spectrum disorder) nije dijagnostička kategorija, već se odnosi na širu definiciju autizma i sve popularniji naziv za određenu grupu o pervazivnih razvojnih poremećaja (PRP). Kako autizam, nije izolovan poremećaj, već spektar poremećaja on može varirati od veoma blagog, laicima gotovo neprimetnog, do izuzetno teškog stanja. U tom smislu uveden je pojam ASD koji uključuje klasičnu formu autističkog i slične poremećaje koji imaju mnoge od njegovih osnovnih karakteristika.
Poremećaji autističnog spektra su velika i etiološki raznolika grupa poremećaja u ranom dečijem uzrastu nepoznate etiologije koja uključuje organske faktore, posebno genetske, biohemijske, imunološke i traumatološke. Glavni predstavnik ove grupe poremećaja jeste autistični poremećaj.
U prvim decenijama 21. vek, uprkos velikim etiološkim dilemama, postignut je veliki napredak u dijagnostici, terapiji i rehabilitaciji u ovom području dečje psihijatrije.

## Alternativni nazivi
Autizam  — Autistički poremećaji — Aspergerov sindrom — Spektar autističnih poremećaja

## Epidemiologija
Iako se, pre šezdesetak godina 20.veka, kada je autizam prvi put opisan, smatralo da je poremećaj češći u višim socijalnim slojevima, posebno u porodicama intelektualaca, mnoga su epidemiološka istraživanja to opovrgnula.
U nekim je porodicama autizam se javlja 50 do 100 puta učestalije nego opštoj populaciji što potvrđuje genetsku ulogu u etiologiji. 
Češće obolevaju dečaci (četiri do pet puta češće nego djevojčice). Proporcija muških i ženskih iznosi 3,8 : 1.
Eric Fombonne (1999) analizirajući i sumirajući dvadesetak epidemioloških istraživanja na globalnom nivou  sa sveukupnim uzorkom od oko 4 miliona osoba iznosi podatke o prevalenciji autizma od 7,5 na 10.000, a za poremećaje autističnog spektra 12,5 na 10.000.

## Etiologija u istraživanju
Iako specifični uzroci ASD tek treba da se pronađu, mnogi su faktori rizika identifikovani u istraživačkoj literaturi što može doprineti njihovom razvoju. Ovi faktori rizika uključuju genetiku, prenatalne i perinatalne faktore, neuroanatomske abnormalnosti i faktore životne sredine, inflamacija itd. 
Danas je moguće identifikovati opšte faktore rizika, ali je mnogo teže odrediti specifične faktore. S obzirom na trenutno stanje znanja, tako da predviđanje može biti samo globalne prirode i stoga zahteva upotrebu opštih markera.

### Genetika
Od 2018. godine, pokazalo se da je između 74% i 93% rizika od ASD-a nasledno.  Nakon što se starijem detetu dijagnostikuje ASD, verovatno će se on javiti i u 7–20% slučajeva kod sledeće dece.  Ako roditelji imaju dete sa ASD, oni imaju 2% do 8% šanse da imaju drugo dete sa ASD. Ako je dete sa ASD identičan blizanac, drugo dete će biti pogođeno u 36% do 95% slučajeva. Ako su  blizanci braća, drugi dete će biti pogođeni samo u 31% slučajeva.
Od 2018. godine, razumevanje genetskih faktora rizika se pomerilo sa fokusa na nekoliko alela na razumevanje da je genetska uključenost u ASD verovatno difuzna, u zavisnosti od velikog broja varijanti, od kojih su neke uobičajene i imaju mali efekat, i od kojih su neki retki i imaju veliki efekat. Čini se da je najčešći gen poremećen sa velikim efektom retke varijante CHD8, ali manje od 0,5% autističnih osoba ima takvu mutaciju. Neki ASD su povezani sa jasnim genetskim stanjima, poput krhkog X sindroma; međutim, samo oko 2% autističnih osoba ima krhki X.  Hipoteze iz evolucione psihijatrije sugerišu da ovi geni opstaju jer su povezani sa ljudskom inventivnošću, inteligencijom ili sistematizacijom.
Trenutna istraživanja sugerišu da su geni koji povećavaju podložnost ASD-u oni koji kontrolišu sintezu proteina u neuronskim ćelijama kao odgovor na potrebe ćelija, aktivnost i adheziju neuronskih ćelija, formiranje i remodeliranje sinapsi i ekscitatorni za inhibitorni balans neurotransmitera. Stoga, uprkos postojanju do 1.000 različitih gena za koje se smatra da doprinose povećanom riziku od ASD-a, svi oni na kraju utiču na normalan nervni razvoj i povezanost između različitih funkcionalnih područja mozga na sličan način koji je karakterističan za ASD mozak. Poznato je da neki od ovih gena moduliraju proizvodnju GABA neurotransmitera koji je glavni inhibitorni neurotransmiter u nervnom sistemu. Ovi geni povezani sa GABA su nedovoljno izraženi u mozgu ASD. S druge strane, geni koji kontrolišu ekspresiju glijalnih i imunih ćelija u mozgu (npr astrociti i mikroglija), respektivno, su prekomerno eksprimirani što je u korelaciji sa povećanim brojem glijalnih i imunih ćelija pronađenih u postmortalnom ASD mozgu. Neki geni koji se istražuju u patofiziologiji ASD-a su oni koji utiču na mTOR signalni put koji podržava rast i opstanak ćelija.
Sve ove genetske varijante doprinose razvoju autističnog spektra; međutim, ne može se garantovati da su one isključive odrednice razvoja.

### Rani život
Nekoliko prenatalnih i perinatalnih komplikacija je prijavljeno kao mogući faktor rizika za autizam. Ovi faktori rizika uključuju gestacijski dijabetes majke, starost majke i oca preko 30 godina, krvarenje nakon prvog tromesečja, upotrebu lekova na recept (npr. valproat) tokom trudnoće i mekonijum u amnionskoj tečnosti. Iako istraživanja nisu konačna o vezi ovih faktora sa autizmom, svaki od ovih faktora je češće identifikovan kod dece sa autizmom, u poređenju sa njihovom braćom i sestrama koja nemaju autizam, i drugim mladima koji su tipično u razvoju. Iako je nejasno da li neki pojedinačni faktori tokom prenatalne faze utiču na rizik od autizma, komplikacije tokom trudnoće mogu biti rizik.
Nizak nivo vitamina D u ranom razvoju je pretpostavljen kao faktor rizika za autizam.
Postoje i studije koje se rade kako bi se ispitalo da li određeni tipovi regresivnog autizma imaju autoimunu osnovu.

### Pobijena hipoteza o vakcini
Godine 1998. Andrev Vakefield je vodio lažnu studiju koja je sugerirala da MMR vakcina može uzrokovati autizam. This conjecture suggested that autism results from brain damage caused either by the MMR vaccine itself, or by thimerosal, a vaccine preservative. Ova pretpostavka je sugerisala da je autizam posledica oštećenja mozga uzrokovanih ili samom MMR vakcinom, ili timerosalom, konzervansom vakcine. Nema ubedljivih naučnih dokaza koji podržavaju ove tvrdnje, a dalji dokazi nastavljaju da ih opovrgavaju, uključujući zapažanje da stopa autizma nastavlja da raste uprkos eliminaciji timerosala iz rutinskih vakcina za decu. Meta-analiza iz 2014. godine ispitala je deset velikih studija o autizmu i vakcinama koje su uključivale 1,25 miliona dece širom sveta; zaključeno je da ni MMR vakcina, koja nikada nije sadržavala timerosal, niti komponente vakcine timerosal ili živu, ne dovode do razvoja ASD-a.

### Studije novijeg datuma
Studija novijeg datuma (iz 2022. godine), predstavlja dokaz principa direktne uzročnosti između upale (kao posledica imunog odgovora na primenu farmakološkog proizvoda)  i pojave simptoma ponašanja u prisustvu genetske ranjivosti i naglašava značaj faktora životne sredine koji su do sada u velikoj meri bili potcenjeni. Takođe naglašava činjenicu da razumevanje mehanizama nastanka autističnih poremećaja još uvek treba da se poboljša kako bi se moglo efikasno intervenisati. Zaista, u zavisnosti od interakcija gen-sredina i inflamatornih mehanizama specifičnih za svakog pacijenta, bilo bi moguće identifikovati tretman koji bi tačno odgovarao ćelijskoj i molekularnoj modifikaciji na na određenom delu u moždanim strukturama.

## Klasifikacija
Spektar autističnih poremećaja buhvata nekoliko neurorazvojnih poremećaja u okviru kojih postoje značajna odstupanja: u socijalnom razvoju, razvoju socijalnih veština, neobičnom ponašanja i interesovanju. Obuhvata najmanje četiri široko prihvaćene kliničke prezentacije autizma i jednu „nekliničku“:
- Autistični poremećaj (Kanerov sindrom – AD)
- Aspergerov poremećaj (Aspergerov sindrom – AS)
- Dečji dezintegrativni poremećaj (Helerov sindrom)
- PDD-NOS (atipični autizam, druga autizmu slična stanja)
- Najmanje jedna subklinička prezentacija (širi fenotip, „shadow syndrome“, lesser variant, autistični simptomi)

## Osnovne informacije
Poremećaj iz spektra autizma je vrlo složen neurorazvojni poremećaj koji zahvata sve aspekte dečje ličnosti (komunikacija, motorika, ponašanje i učenje), tako da se može reći da se u osnovi kod svih osoba sa poremećajima autističnog spektra sadržane:
- unutrašnje kočnice koje stoje na putu uspostavljanja socijalne interakcije (nezainteresovanost ili slabije zanimanje za igru i druženje s drugima), * verbalne ili neverbalne komunikacije (izostanak govora ili zaostajanje u govoru, doslovno shvatanje, drugačije razumijevanje),
- mogućnosti imaginacije (suženi interesi, neobične aktivnosti i ponašanja, ponavljajuće i stereotipne radnje)
- senzorne integracije.

Deca s autizmom vide, čuju i osećaju, ali te utiske teško sklapaju u smislenu celinu, što dovodi do povlačenja u vlastiti svet u kojem nalaze sigurnost. Takve osobe imaju poteškoća u izražavanju svojih osećaja, želja, potreba, sposobnosti i problema s kojima se svakodnevno bore, a što se odražava na njihovo ponašanje koje može biti vrlo neobično. 
Prvi rani znak poremećaja koji se uočava kod beba starosti 4-5 meseci jeste neuspostavljanje kontakta očima. To ujedno  predstavlja i prvi biomarker koji pokazuje da će dete razviti neki od poremećaja. Kasnije se javlja nezainteresovanost za igru, odsustvo razvoja govora, odsustvo interakcije sa roditeljima, neodazivanje na poziv. Neki od znakova su nemirne nesanice s autoagresivnim pokretima ili mirne nesanice bez plača uz otvorene oči, postojanje ranih i jakih anksioznosti (iracionalna plašljivost), emocionalna hladnoća i odbijanje telesnog kontakta, smanjen interes za igračke, a naglašen interes za igre ruku pred očima koje mogu trajati satima. Iako se čini da se takva osoba se ne odaziva na svoje ime (ona će npr na drugi zvuk istog intenziteta reagovati).

## Klinička slika
Jedinstvena klinička slika autističnog poremećaja, iako različita od slučaja do slučaja, zbog sličnog stanja jedinstvena je različite etiologije razvojnih poremećaja..
Kanner (1943) — navodi pet dijagnostičkih kriterijuma koji dominiraju u kliničkoj slici: 
- nemogućnost uspostavljanja odnosa s ljudima i stvarima,
- zakasneli razvoj govora i uporaba govora na nekomunikativan način,
- ponavljajuće i stereotipne igre
- opsesivno insistiranje na održavanju određenog reda,
- nedostatak mašte.
- dobro mehaničko pamćenje,
- normalan telesni izgled.
- pojava simptoma pre tridesetog meseca života.

Rutter (1978) — navodi tri grupe simptoma koje autizam odvajaju od drugih poremećaja, posebno ranih dečjih psihoza, i navodi: 
- oštećenje socijalnog kontakta sa brojnim karakteristikama koje odstupaju od detetovog intelektualnog funkcionisanja,
- zakasneli i izmenjeni razvoj jezika i govora s brojnim specifičnostima, a koji su slabije razvijeni od opšteg intelektualnog nivoa,
- insistiranje na jednoličnosti (stereotipije,  abnormalne preokupacije i otpor promenama).
- pojava simptoma pre tridesetog meseca života.

U desetoj reviziji Međunarodne klasifikacije bolesti i povreda (1992) autizam se opisuje kao poremećaj koji se pojavljuje unutar prve tri godine života s poremećajima, društvenog ponašanja, verbalne i neverbalne komunikacije te s bizarnostima i ritualima uz različito intelektualno funkcionisanje.
DSM-IV klasifikacija američkog psihijatrijskog udruženja (1996) — navodi tri grupe simptoma:
- poremećaje socijalnih interakcija
- poremećaje verbalne i neverbalne komunikacije
- ograničene aktivnosti i interesovanja
- različite motoričke smetnje i stereotipije
- pojava prvih simptoma u prve tri godine života.

U dece s autizmom, ponekad, već kod odojčeta  mogu  primetiti sledeći prvi znaci poremećaja: 
- rani poremećaj ishrane (odbijanje dojke ili bočice, prihvatanje samo određene hrane),
- poremećaj sna,
- plačljivost,
- autoagresija,
- preterana mirnoća ili nemir,
- odsutnost anticipirajućeg držanja deteta i postularna adaptacija (mišićna atonija ili rigiditet), * smanjen interes za igračke,
- preterana anksioznost,
- nezainteresiranost za zbivanja u okolini,
- nedostaje emocionalna povezanosti s roditeljima (kod neke dece),
- nedostatak pogleda „oči u oči” (mnogi autori ovo navode kao jedan od bitnih simptoma autizma).

## Terapija
U ovom trenutku ne postoji adekvatan lek za spektar autističnih poremećaja. Program lečenja će u velikoj meri poboljšati stanje kod većine male dece, a zasnova se na interesima deteta u visoko strukturiranom rasporedu konstruktivnih aktivnosti.
Planovi lečenja mogu da kombinuju nekoliko tehnika:
Primena analiza ponašanja
Primena lekova
Radna terapija
Fizikalna terapija
Govorna terapija

## Spoljašnje veze
- Spektar autističnih poremećaja на веб-сајту  (језик: енглески)

|  | Molimo Vas, obratite pažnju na važno upozorenje u vezi sa temama iz oblasti medicine (zdravlja). |